# 哈羅蓋特和納爾斯伯勒 (英國國會選區)
哈羅蓋特和納爾斯伯勒（英語：Harrogate and Knaresborough），英國國會一郡選區，位於英格蘭約克郡-亨伯、北約克郡的西南部，包括哈羅蓋特區中部和東北部共十九個地方選區。
創設於1950年，1997年前稱為哈羅蓋特。創設至今本區多數時間支持保守黨。安德魯·瓊斯在2010年大選中以45.7%選票勝出，在自民黨手上奪回了由於菲爾·威利斯退休留下的議席。